# Scuderia Toro Rosso STR14
O Toro Rosso STR14 é o carro projetado e construído pela Toro Rosso para a temporada de 2019, na qual foi pilotado por Alexander Albon, Daniil Kvyat e Pierre Gasly, Gasly voltou para a Toro Rosso substituindo Albon que foi para a Red Bull a partir do GP da Bélgica de 2019.

## Sobre
Este modelo, assim como os últimos carros da equipe italiana, não teve uma mudança nas cores do carro, seria uma diferença na aerodinâmica do carro.